# قبچاقوو
قبچاقوو (انگلیسی: Kipchakovo) یک شهرک در شهرستان ایلیشفسکی استان باشقیرستان کشور روسیه است.